# جورج د. واتكينز
جورج د. واتكينز (بالإنجليزية: George D. Watkins)‏ هو فيزيائي أمريكي، ولد في 28 أبريل 1924 في إيفانستون في الولايات المتحدة.